# Harlaniella
Harlaniella é uma espécie Ediacarana problemática de tubos alongados, estriados ou grosseiramente "segmentados", que antes se pensava representar um vestígio de fóssil, mas agora se acredita que representem moldes internos do corpo de um organismo desconhecido. 